# Кампања Лупија
Кампања Лупија је насеље у Италији у округу Венеција, региону Венето.
Према процени из 2011. у насељу је живело 4333 становника. Насеље се налази на надморској висини од 3 м.

## Становништво
| 1951. | 1961. | 1971. | 1981. | 1991. | 2001. | 2011. |
| ----- | ----- | ----- | ----- | ----- | ----- | ----- |
| 4.937 | 4.638 | 4.874 | 5.577 | 6.065 | 6.288 | 6.936 |